# Tephrochlamys javanensis
Tephrochlamys javanensis är en tvåvingeart som beskrevs av Frey 1934. Tephrochlamys javanensis ingår i släktet Tephrochlamys och familjen myllflugor. Inga underarter finns listade i Catalogue of Life.